# Distretto di Fanteakwa Nord
Il Distretto di Fanteakwa Nord è uno dei 33 distretti amministrativi della Regione Orientale, in Ghana. Il suo capoluogo è Begoro.
Confina a nord con il Lago Volta, a nord-ovest con il Distretto di Kwahu Afram Plains Nord, a sud-ovest con il Distretto di Akim Est, a est con il Distretto di Manya Krobo Inferiore, mentre a sud-est confina con il Distretto municipale di Yilo Krobo.
Secondo il censimento del 2021, il distretto aveva 56 987 abitanti.

## Storia
Nel 2017, Il distretto di Fanteawka Nord è stato istituito, dopo la soppressione dell'ex Distretto di Fanteakwa ed è diventato operativo il 15 marzo 2018.

## Società

### Etnie
Ci sono diverse etnie che popolano il distretto di Fanteakwa Nord: il 43,7% sono Akan, il 40,1% sono del popolo Ga, il 7,9% sono originari del popolo Ewe, il 5,5% sono parte delle Popolazioni del Nord (Northerners) che comprendono i gruppi Mole-Dagboni, Frafra, Gourmantché, Grussi e Mande. Infine il popolo Guang che rappresenta il 2,3% della popolazione.